# Amakusa (Kumamoto)
Amakusa (wörtlich: Himmelsgras; jap. 天草市 Amakusa-shi) ist eine gun-freie Stadt in der Präfektur Kumamoto auf den Amakusa-Inseln in Japan.

## Geschichte
Die Stadt wurde am 27. März 2006 durch die Zusammenlegung der Städte Hondo (本渡市, -shi) und Ushibuka (牛深市, -shi), sowie den Gemeinden Amakusa (天草町, -machi), Ariake (有明町, -machi), Goshoura (御所浦町, -machi), Itsuwa (五和町, -machi), Kawaura (河浦町, -machi), Kuratake (倉岳町, -machi), Shinwa (新和町, -machi) und Sumoto (栖本町, -machi) des Landkreises Amakusa gegründet.

## Politik
Die Stadt Amakusa liegt zusammen mit dem Kreis Amakusa, Yatsushiro, Hitoyoshi, Minamata, Uto, Kami-Amakusa, Uki, Shimo-Mashiki, Yatsushiro und Ashikita im Stand 2020 etwa 411.000 Wahlberechtigte zählenden Wahlkreis 4 der Präfektur Kumamoto. Der Wahlkreis wurde zuletzt 2013 und 2017 verändert.

## Kultur und Tourismus
An der Westküste der Insel Shimo-shima befindet sich die Myōken-Bucht, die 1935 als nationaler Landschaftlich Schöner Ort und Naturdenkmal ausgewiesen wurde. Zu den Museen zählt das Amakusa Collegio Museum und das Amakusa Christian Museum.

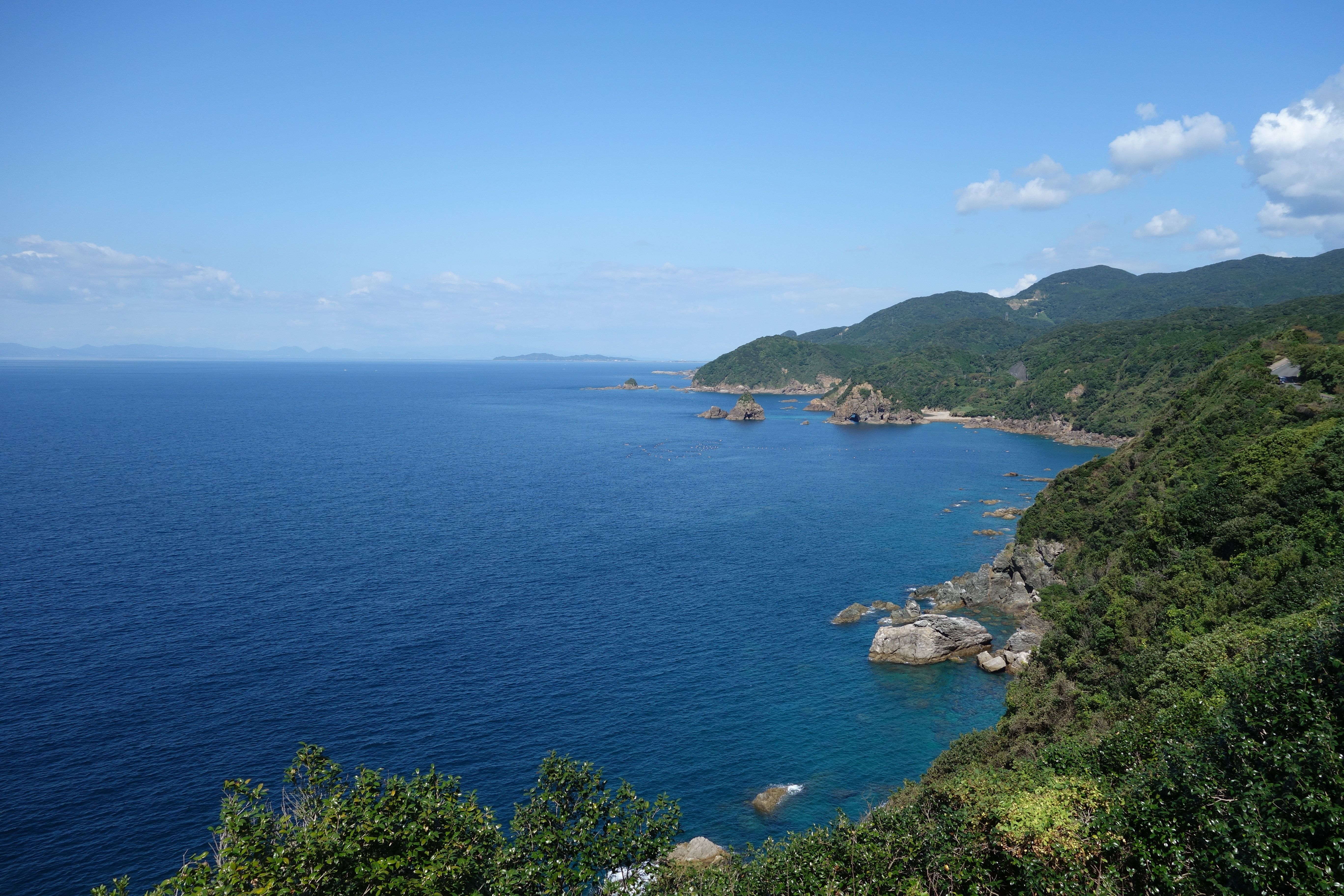
Myōken-Bucht
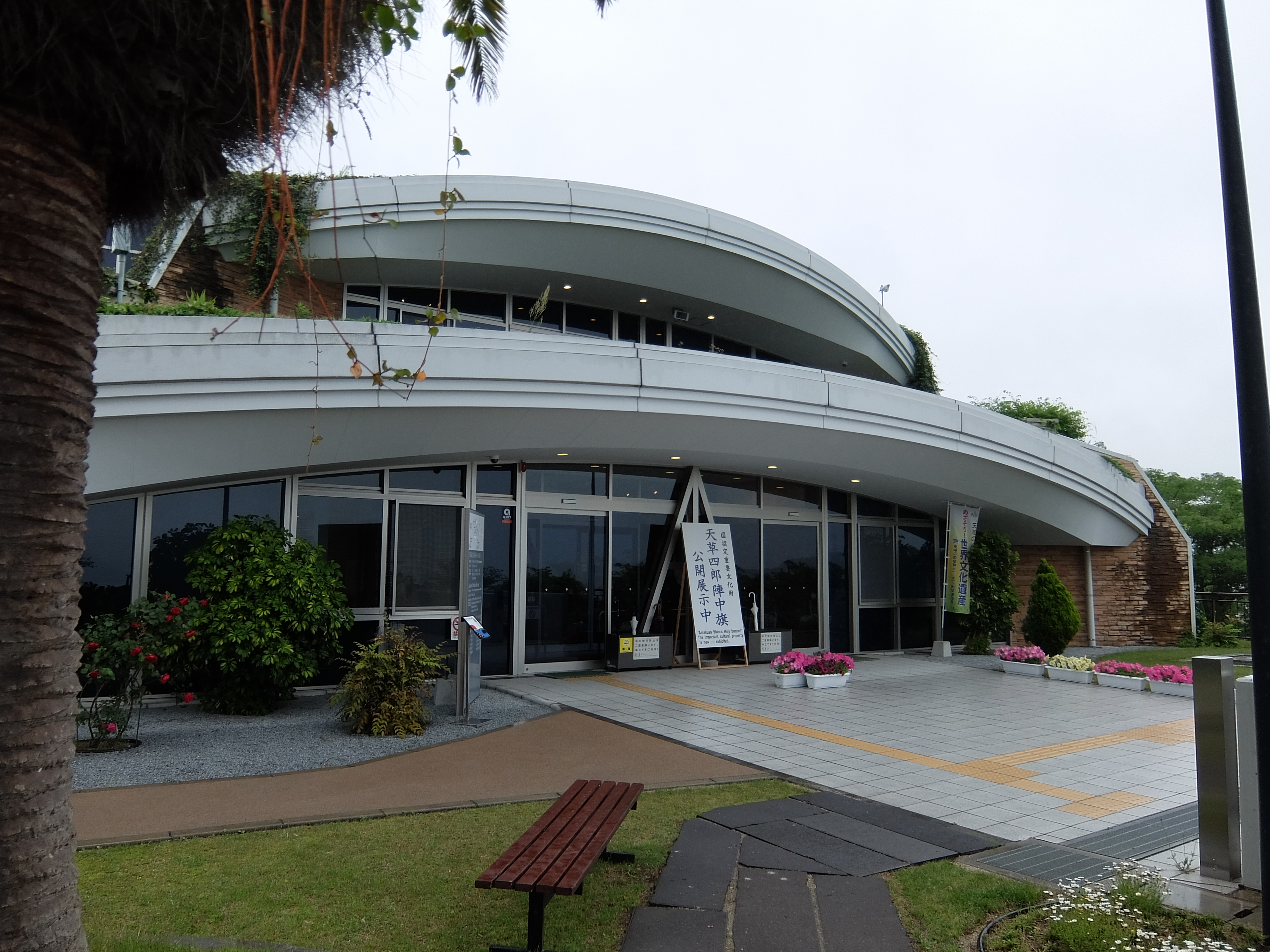
Amakusa Christian Museum

## Verkehr
- Flughafen Amakusa
- Nationalstraßen 266, 324, 389

## Söhne und Töchter der Stadt
- Urata Tadako (1873–1935), Medizinerin

## Angrenzende Städte und Gemeinden
- Kami-Amakusa
- Minamishimabara